# Il Circo di Paolo Rossi
Il Circo di Paolo Rossi è uno spettacolo comico teatrale di intrattenimento e satira che è stato in tournée in Italia nel 1995-1996. Ideato da Paolo Rossi stesso, mette in scena uno spettacolo itinerante che si sposta con una carovana e una serie di tendoni per tutta Italia (100 repliche in due stagioni), col suo gruppo di 18 tra musicisti e attori/mimi, tra cui gli allora emergenti Aldo, Giovanni e Giacomo.

## Comici
È il trionfo di Paolo Rossi, qui in veste di capocomico/domatore/imbonitore accompagnato da uno staff di 18 attori/mimi che prevedeva la partecipazione di numerosi comici che avevano fatto la gavetta al locale Zelig di viale Monza a Milano: Aldo Giovanni e Giacomo, Antonio Albanese, Antonio Cornacchione, Maurizio Milani, Gianni Palladino, Giorgio Centamore, Bebo Storti, Lucia Vasini.
Molti comici qui presenti avevano già acquisito popolarità in programmi comici degli anni precedenti: oltre al già citato Zelig vi era anche Su la testa! nel 1992, Cielito lindo sulla stessa Rai 3 nel 1993, ma soprattutto Mai dire Gol della Gialappa's Band nei primi anni '90.

## Musiche
La colonna sonora dello spettacolo fu curata dal gruppo musicale dei C'è quel che c'è (ovvero Marco Bigi, Savino Cesario, Roberto Coppolecchia, Giancarlo Dossena, Emanuele dell'Aquila) che suonava musiche di vari autori, tra cui Enzo Jannacci

## Testi
I testi sono scritti a più mani: si parte dalla coppia zelighiana Gino e Michele, Riccardo Piferi, Giampiero Solari (già suo regista in precedenti spettacoli), Lucia Vasini per arrivare a Paolo Rossi stesso.
La fonte per redigere i testi è l'attualità ed improvvisazioni estemporanee, ma non mancano i riferimenti al passato. Le recenti esperienze teatrali e televisive di Rossi sono un'ulteriore miniera preziosa di materiale: Su la testa!, Milanon Milanin, Il laureato, Pop & Rebelot e Jubiläum, tutti spettacoli rappresentati in TV o in teatro tra il 1993 e il 1995.

## Brani
1. Passerà, 3:38
2. I feel good (Patagaio Asadò), 4:29
3. Ma non ti vergogni?, 4:28
4. Negher, 3:18
5. Voglio vivere in Jamaica, 3:31
6. (Inquilino) Puli Puli, 0:47
7. Dea Baubò, 4:35
8. La mosca nella bovazza, 0:21
9. Mucche selvagge, 4:06
10. L'acqua fa male, 2:59
11. Barbone spostati, 5:28
12. Madama Danvi, 4:50
13. Il baraccone, 9:39
14. Hammamet, 5:59